# Сломљено срце (ТВ серија из 2005)
Сломљено срце (шп. Corazón partido) мексичко-америчка је теленовела, продукцијске куће Телемундо, снимана током 2005. и 2006.
У Србији је емитована 2009. на Фокс телевизији.

## Синопсис
Сломљено срце је прича о младој Аури, која се након вишегодишњег одсуства враћа у родно место, не би ли пронашла сина од којег су је по рођењу раставили. У граду у коме живи више од 25 милиона становника, Аура упознаје Адријана, младог и ожењеног човека. Заљубљује се и са њим упушта у везу, не слутећи да је он заправо усвојени отац њеног изгубљеног сина.

## Улоге
| Глумац:               | Улога:    |
| --------------------- | --------- |
| Дана Гарсија          | Аура      |
| Хосе Анхел Љамас      | Адријан   |
| Химена Рубио          | Нели      |
| Саби Камалић          | Вирхинија |
| Карлос Торес Ториха   | Сесар     |
| Ана Кочети            | Фернанда  |
| Хотан Фернандез       | Серхио    |
| Алехандро Сава        | Танке     |
| Алехандра Лазкано     | Клаудија  |
| Анхелес Марин         | Ернестина |
| Карлос де ла Мота     | Херман    |
| Енрике Сингер         | Рохелио   |
| Еванхелина Мартинез   | Чело      |
| Жована Рамос          | Нелсон    |
| Џизет Галатеа         | Росијо    |
| Хуан Карлос Барето    | Ерасмо    |
| Хуан Луис Орендајин   | Грегоријо |
| Карина Мора           | Алехандра |
| Луис Херардо Мендез   | Игнасио   |
| Пако Маури            | Амадор    |
| Патрисија Мареро      | Филомена  |
| Серхио Адријано Гарда | Естебан   |
| Алехандро Фелипе      | Пикин     |
| Тони Хелинг           | Бетина    |